# Roger-Benz
Roger-Benz est un constructeur automobile français.

## Production

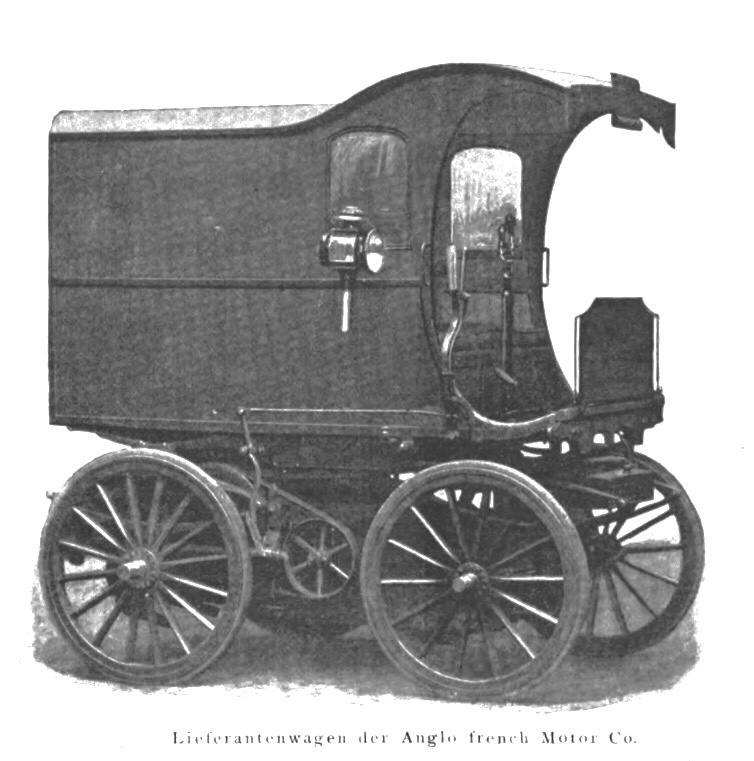
Anglo-French; Roger (1898).

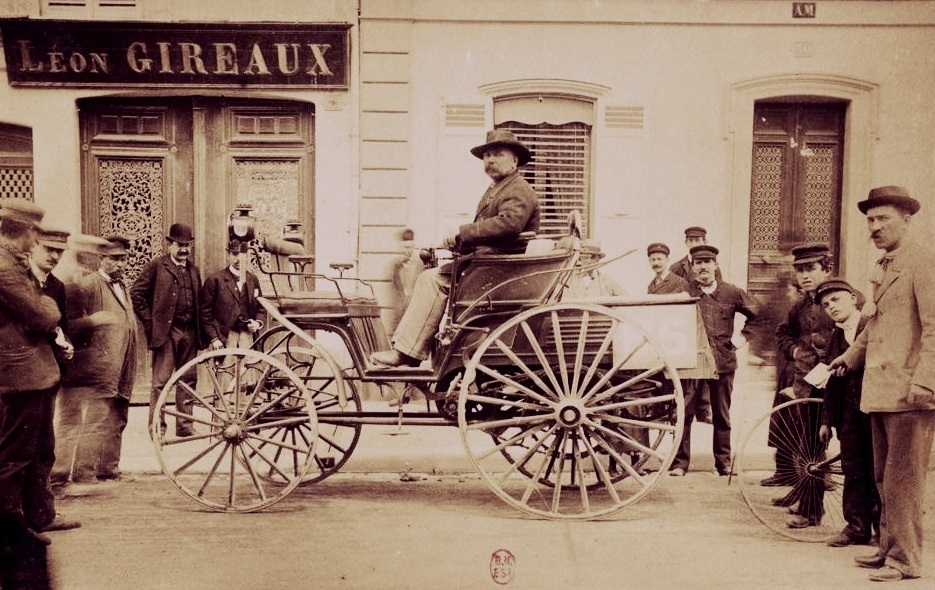
Émile Roger, n°85, arrivé quatorzième lors du Paris-Rouen 1894, sur 2-4 à pétrole.

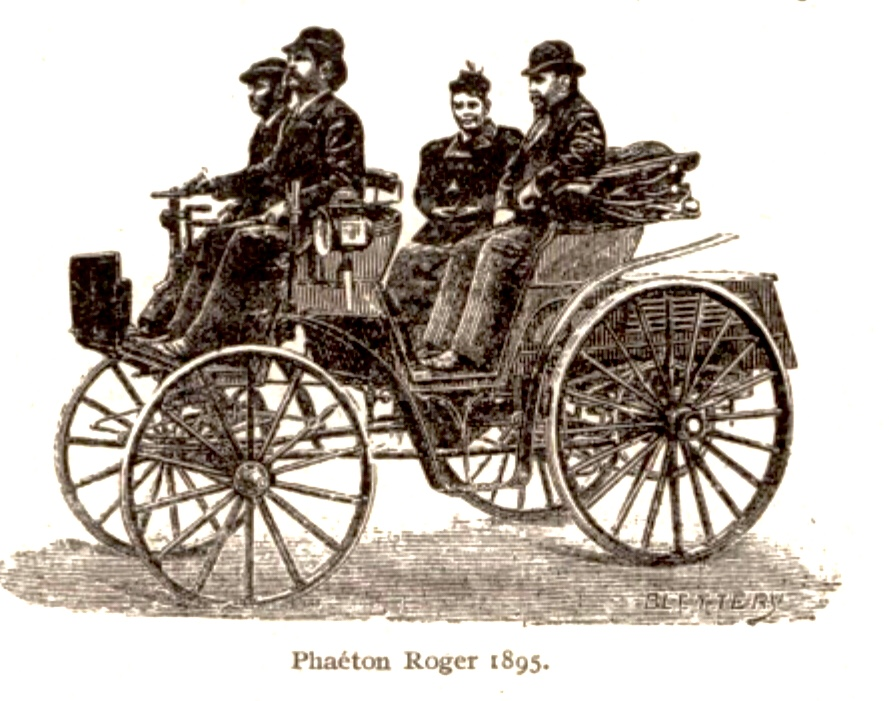
Roger-Benz 1895.

L’entreprise basée à Paris a commencé à produire des automobiles en 1888. L’usine était située au 52, Rue des Dames (Paris). Le nom de la marque était Roger ou Roger-Benz, car les véhicules étaient basés sur des modèles sous licence de Benz. En Angleterre, le nom de marque Anglo-French ou ANGLO-FRANÇAISE était utilisé. Émile Roger achète une voiture chez Benz en 1887. Peu de temps après, il vend des véhicules Benz en France. En 1888, il fonde sa propre entreprise à Paris pour la production d’automobiles sous licence de Benz. Jusqu’en 1895, Roger-Benz était le troisième constructeur français après Panhard Levassor et Peugeot en termes de ventes de véhicules. Au total, environ 450 automobiles françaises  ont été produites à jusqu’à 1895. Parmi ceux-ci, environ deux cents Panhard Levassor et aussi environ deux cents Peugeot. Chez Roger-Benz, la production en 1895 était d’environ 40 véhicules et d’environ 10 véhicules de sociétés automobiles nouvellement fondées telles que Mors ou Delahaye ou d’autres . L’Anglo-French Motor Carriage Company Ltd. de Birmingham, sous la direction de Frank Gardner et Léon L’Hollier, a vendu les véhicules en Angleterre entre 1896 et 1897 sous la marque Anglo-French. Dans ses premières années, la société britannique International Motor Car produisait des voitures qui correspondaient aux modèles Roger-Benz. Les véhicules Roger-Benz étaient également représentés aux États-Unis, par la Roger American Mechanical Carriage Company, également fondée par Émile Roger.
La production a été arrêtée en 1896.